# Van Slijpe

Geslachtswapen

Van Slijpe is een Nederlands geslacht waarvan een lid sinds 1835 tot de Nederlandse adel behoorde en welk adellijk geslacht met een dochter in 1879 uitstierf. Tot het geslacht behoren zeker tien burgemeesters van Maastricht, Amby en gemeenten in de Alblasserwaard. In 1924 werd het geslacht opgenomen in het Nederland's Patriciaat.

## Geschiedenis
Een door sommige auteurs veronderstelde connectie met het West-Vlaamse Slijpe is niet aangetoond.
De oudst bekende voorvader is Rogier Adriaensz. Slijp, luitenant, vermeld te Sneek in 1592-1633. Mogelijk vervulde de protestantse Slijp na de inname van Maastricht door Frederik Hendrik in 1632 een militaire of bestuurlijke functie in Maastricht of Staats-Overmaas. Hij was gehuwd met Beatrix van Lennep (ca. 1600-1672). Hun kinderen zijn allen in Friesland geboren, maar gehuwd en/of overleden in Zuid-Limburg. Van de vijf kinderen zijn er uiteindelijk twee van belang voor de voortzetting van het geslacht: Isaac en Rogier. De oudste zoon, Abraham Slijp (1623-?), was weliswaar in 1667 gezworene in Maastricht, maar had geen mannelijke nakomelingen. Van de tweede zoon van het echtpaar Slijp-Van Lennep, Isaac van Slijp(e) (ca. 1625-1689), stammen de Maastrichtse en Zuid-Limburgse magistraten af. Van hun jongste zoon, Rogier van Slijpe (1634-1672), stammen via zijn zoon Lucas Willem van Slijpe de Goudriaanse magistraten af. Laatstgenoemden waren ruim 250 jaar (1705-1958) bestuurders van Goudriaan en andere plaatsen in de Alblasserwaard.
Vier nakomelingen van Isaac van Slijpe waren burgemeester van Maastricht. De laatste, Jan Godart van Slijpe (1757-1838), werd in 1835 verheven in de Nederlandse adel en verwierf met zijn nageslacht het predicaat jonkheer/jonkvrouw. Zeer uitzonderlijk vond deze plaats met de bepaling dat de verheffing na zijn overlijden zou overgaan op zijn kleinzoon, de zoon van zijn dochter, met een geheel andere familienaam en afstamming: Pichot. Die dochter was jkvr. Cornelia Eleonora van Slijpe (1784-1840). Met een zus van haar stierf de adellijke tak Van Slijpe in 1879 uit. De kleinzoon die de titel erfde was Karel Godert Sophie Pichot (1825-1895), tevens een kleinzoon van Ephraim Daniel Pichot (1753-1847). Beide grootvaders waren rechter in Maastricht, en van 1815 tot 1821 samen burgemeester van Maastricht. Karel Pichot verkreeg in 1835 naamswijziging van Pichot in Pichot van Slijpe.

## Enkele telgen

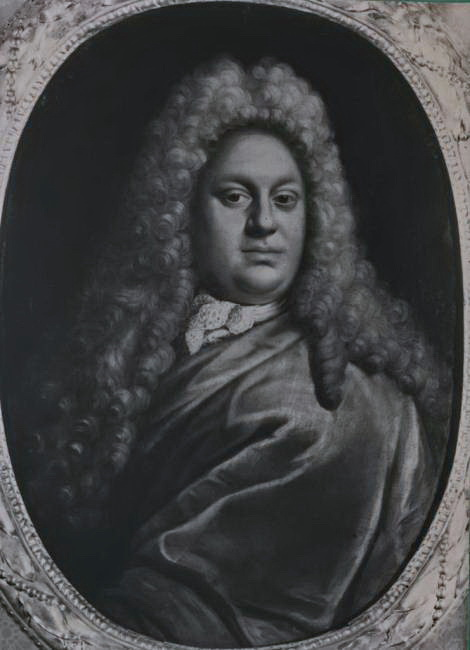
Adriaan Hendrik van Slijpe (1664-1714)

### Maastrichtse tak
Isaac van Slijp (ca. 1625-1689), zoon van Rogier Adriaensz. Slijp, belastingontvanger van het Staatse deel van het land van Valkenburg
- Adriaan Hendrik van Slijpe (1664-1714), gezworene en burgemeester van Maastricht
  - mr. Godert van Slijpe (1698-1753), schout van Gulpen, burgemeester van Maastricht
    - mr. Adriaan Philip Hendrik van Slijpe (1730-1774), schout van Gulpen
    - mr. Jan Hubert van Slijpe (1732-1791), burgemeester en vice-hoogschout van Maastricht, stierf in gevangenschap in Den Haag
      - jhr. Jan Godart Cornelis van Slijpe (1757-1838), burgemeester van Maastricht
        - jkvr. Cornelia Eleonora van Slijpe (1784-1840); trouwde in 1814 met Frederik Corneille Marie Pichot (1784-1845)
          - jhr. Karel Godert Sophie Pichot van Slijpe (1825-1895), luitenant-ter-zee 2e klasse,  burgemeester van Amby, stamvader van de adellijke tak Pichot van Slijpe
            - jkvr. Cornelia Eleonora Johanna Petronella Pichot van Slijpe (1877-1969), laatste van het adellijke geslacht Pichot van Slijpe

        - jkvr. Johanna Sara Petronella van Slijpe (1788-1879), laatste van het adellijke geslacht Van Slijpe

### Goudriaanse tak

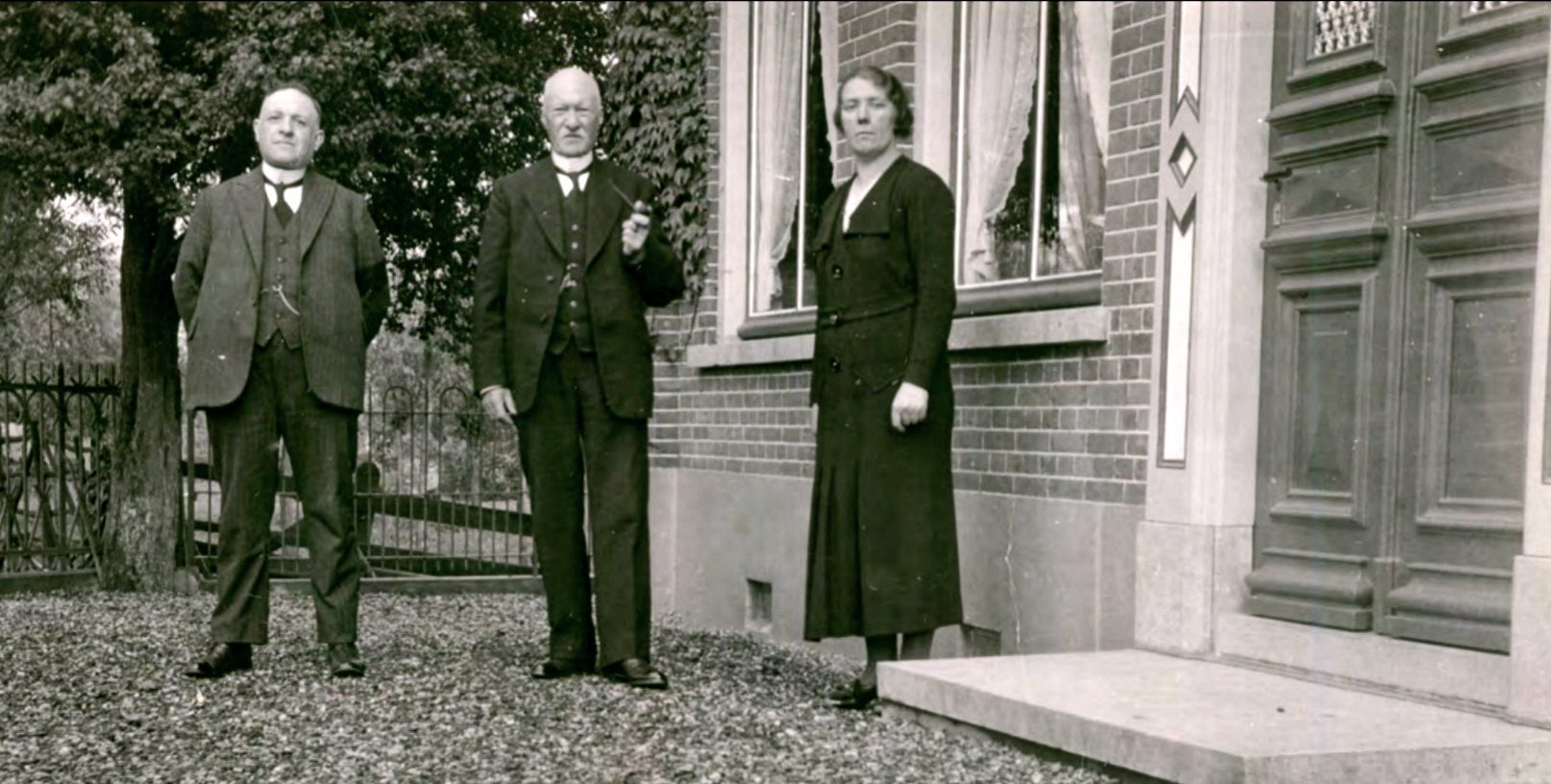
Burgemeester R.D.C.M. van Slijpe, W.J. van Slijpe en mw. T. van Slijpe-Korevaar voor de ambtswoning in Goudriaan

Rogier van Slijpe (1634-1672), jongste zoon van Rogier Adriaensz. Slijp, overleden te Maastricht; huwde Petronella van Eck
- Lucas Willem van Slijpe (1669-1737), baljuw, schout en secretaris van Goudriaan, stamvader van de Goudriaanse tak
  - Rogier van Slijpe (1707-1741), baljuw, schout en secretaris van Goudriaan
    - Lukas Abraham van Slijpe (1733-1805), baljuw, schout en secretaris van Goudriaan (afgetreden in 1767), schout van Ameide en Groot-Ammers, en vice-drossaard van Nieuwpoort en Liesveld
    - Nicolaas van Slijpe (1737-1797), baljuw, schout en secretaris van Goudriaan, vanaf 1771
      - Rogier Diderik van Slijpe (1777-1852), baljuw, schout en secretaris van Goudriaan, later maire en burgemeester van Goudriaan, tevens burgemeester van Ottoland, Laagblokland en Giessen-Nieuwkerk
      - Nicolaas Frederik Lucretius van Slijpe (1781-1868), belastingontvanger in Goudriaan, een kleinzoon van hem was Pieter Frederik van Slijpe (1856-1942), burgemeester van IJsselmonde
        - Johannes Diderik van Slijpe (1820-1894), burgemeester van Goudriaan, Ottoland, Laagblokland, Giessen-Nieuwkerk, Schelluinen, Peursum en Nederslingeland (ging in 1857 op in Peursum)
          - Hendrik Helenus Dionysius van Slijpe (1852-1924), burgemeester van Giessen-Nieuwkerk, Peursum en Schelluinen
          - Wijnandus Johannes van Slijpe (1858-1943), burgemeester van Goudriaan en Ottoland
            - Rogier Diederik Christiaan Marie van Slijpe (1892-1958), burgemeester van Goudriaan en Ottoland

## Nalatenschap
In Maastricht bleef de Hof van Slijpe aan de Bouillonstraat bewaard, van 1684 tot 1802 in bezit van de familie Van Slijpe. Het gebouw is een rijksmonument. Ook het voormalige buitenhuis van de Maastrichtse Van Slijpes, het Huis Severen in Amby, is een rijksmonument. In Amby is sinds 1955 een Van Slijpestraat, die genoemd is naar de Van Slijpes die van 1742 tot 1880 het Huis Severen bewoonden. Rondom de Sint-Walburgakerk in Amby bevinden zich enkele grafstenen van de familie Pichot van Slijpe, die eveneens onderdeel zijn van een rijksmonument. In Goudriaan is de burgemeesterswoning aan de Zuidzijde 134 een gemeentelijk monument.

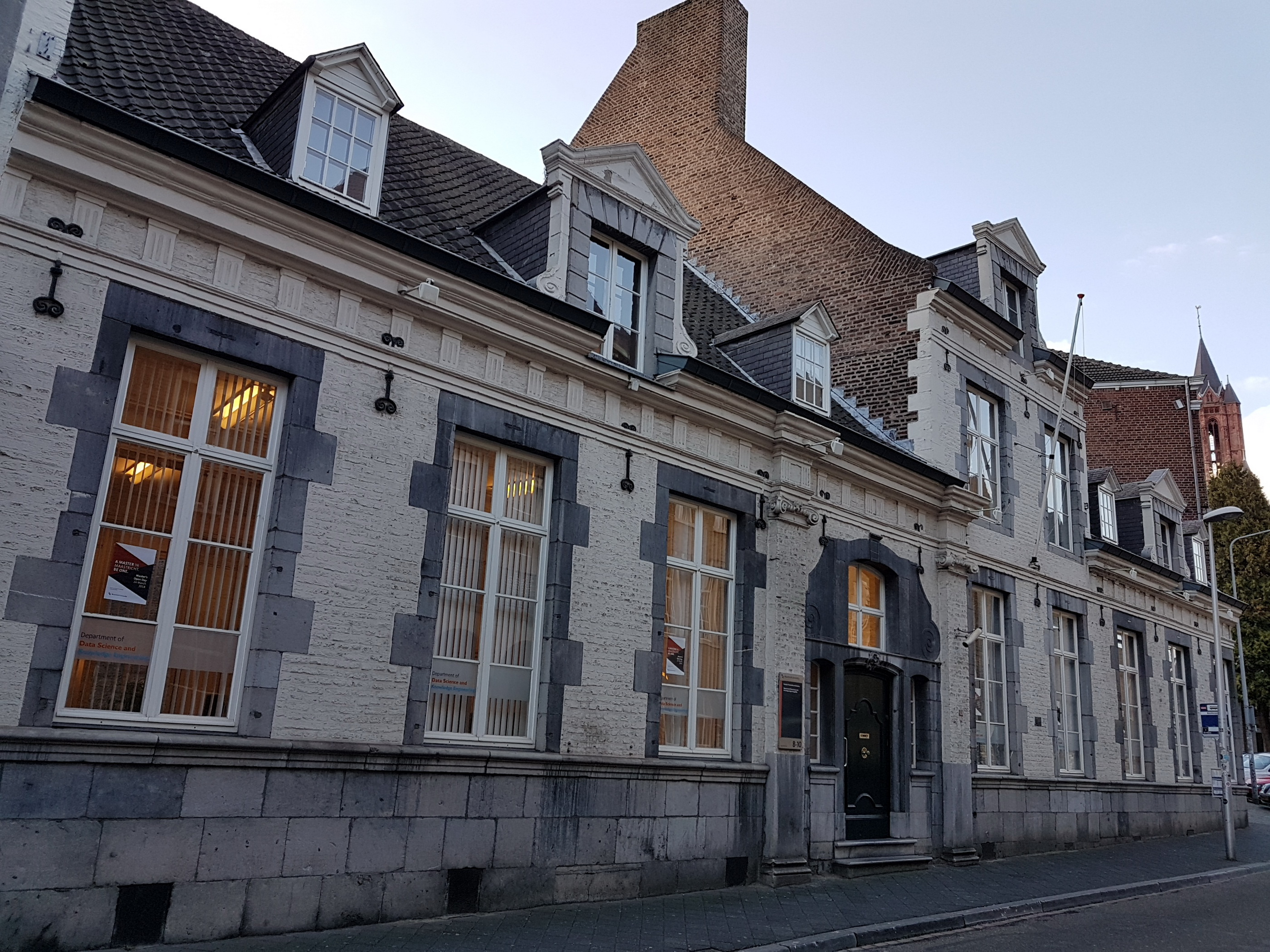
Hof van Slijpe, Maastricht
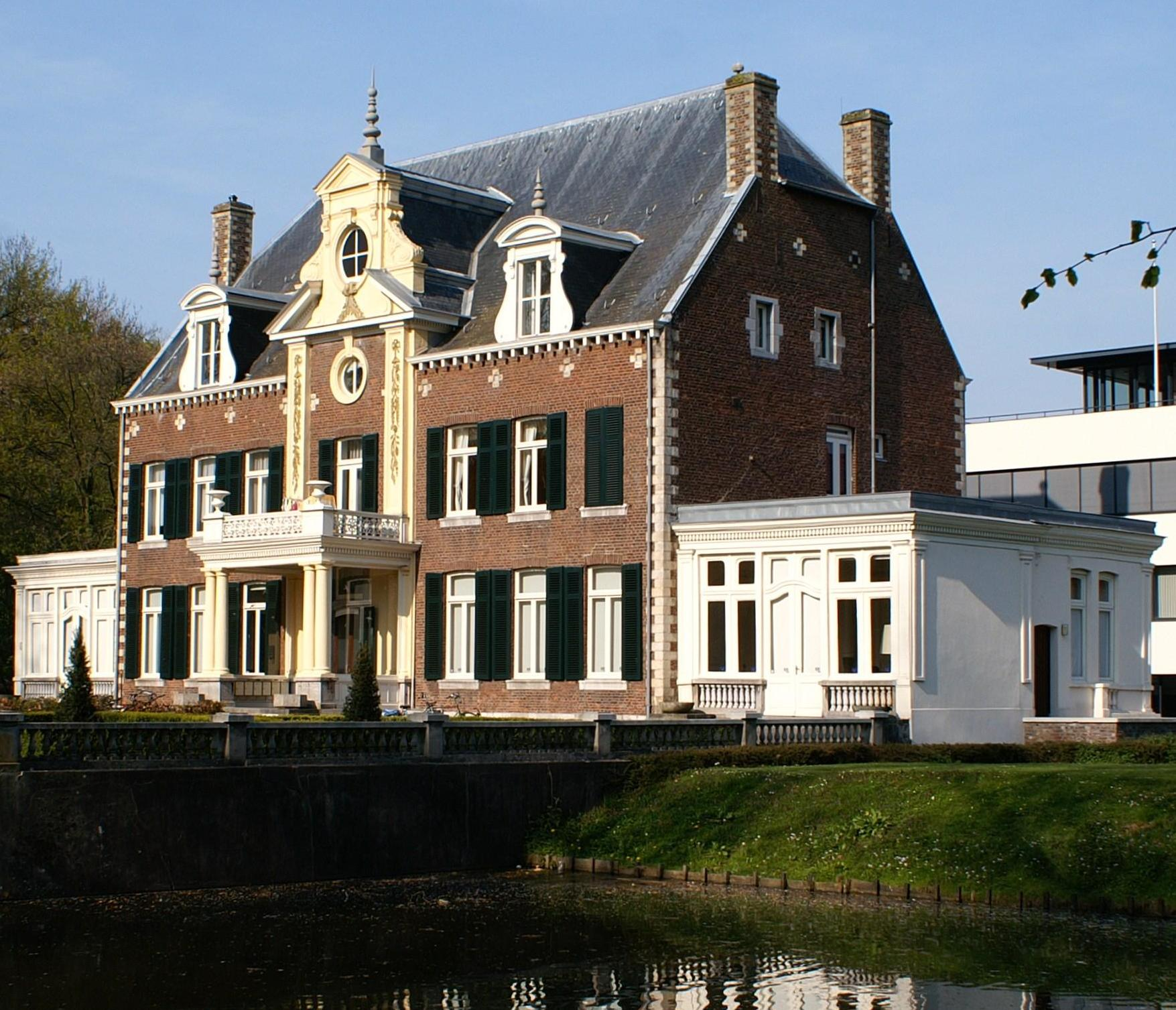
Huis Severen, Maastricht-Amby
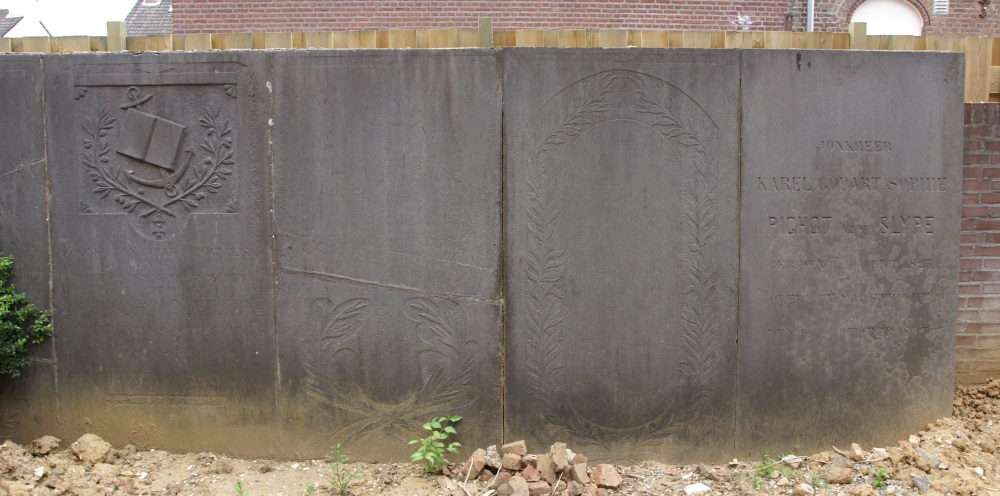
Grafstenen Pichot van Slijpe, Amby
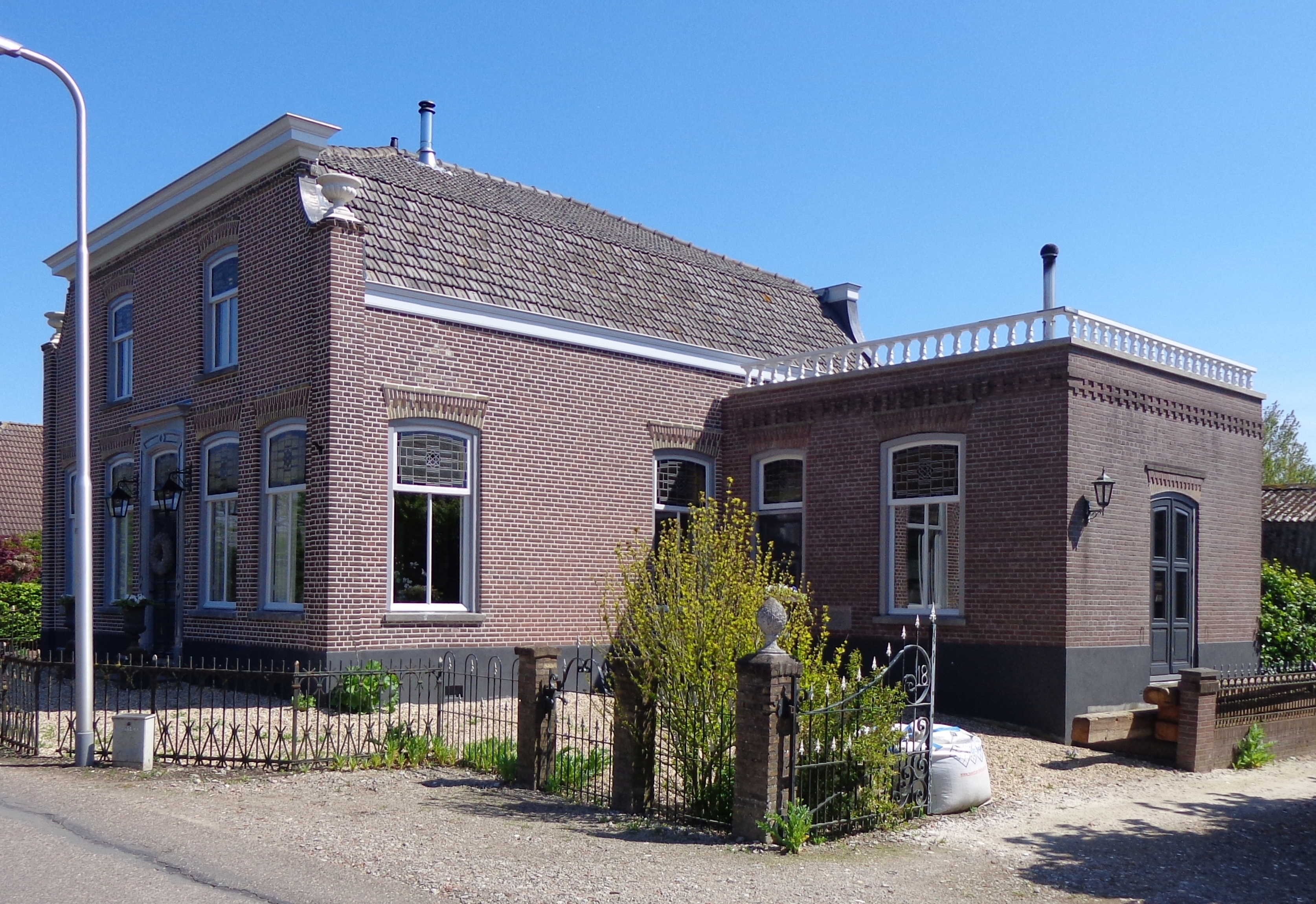
Burgemeesterswoning Zuidzijde 134, Goudriaan